# مازرآب اناري (للر وكتك)
مازرآب اناري (بالفارسية: مازر آب‌اناری) هي منطقة سكنية تقع في إيران في قسم للر وكتك الريفي. يقدر عدد سكانها بـ 150 نسمة .